# 음력 7월 2일
음력 7월 2일은 음력 7월의 2번째 날이다.

## 사건
- 1992년 - 신행주대교 붕괴 사건이 발생하다.

## 문화
- 2000년 - 서울 지하철 7호선 전구간 개통. (신풍 ~ 건대입구 구간)
- 2015년 - 북한, 표준시 30분 환원. (15일 0시 30분 → 15일 0시)
- 2024년 - SBS 파워FM 12시엔 첫방송.

## 탄생
- 1861년 - 조선의 문신 민영환.
- 1988년 - 대한민국의 배우 박가령.
- 2000년 -
  - 대한민국의 가수 김채원.
  - 대한민국의 역도 선수 이선미.

## 사망
- 692년 - 신라 신문왕.

## 같이 보기
- 음력 360일: 1월 2월 3월 4월 5월 6월 7월 8월 9월 10월 11월 12월
- 전날:7월 1일 다음날:7월 3일 - 전달:6월 2일 다음달:8월 2일
- 양력:7월 2일
- 음력, 윤달